# Rosenspitzegruppe
Die Rosenspitzegruppe ist ein Gebirgskamm der Venedigergruppe in Osttirol. Höchster Gipfel der Rosenspitzegruppe ist die namengebende Rosenspitze (3060 m ü. A.). Mit Ausnahme der westlichen und nördlichen Abhänge liegt die gesamte Rosenspitzegruppe im Nationalpark Hohe Tauern.

## Lage
Die Rosenspitzegruppe liegt im Südwesten der Venedigergruppe. Sie wird im Osten vom Großbach, im Süden vom Trojer Almbach, im Südwesten vom Leitbach und im Westen von dessen Fortsetzung, dem Daberbach begrenzt. Südlich der Rosenspitzegruppe liegt der Panargenkamm, von dem die Rosenspitzegruppe durch die Daberlenke getrennt wird. Östlich der Rosenspitzegruppe beginnt, getrennt durch die Bachlenke, die Lasörlinggruppe. Weitere benachbarte Gebirgskämme sind der Maurerkamm im Norden und der Prettaukamm im Westen.
Die Rosenspitzegruppe ist ein vergleichsweise kleiner, jedoch stark verzweigter Gebirgskamm. Die namensgebende Rosenspitze liegt im Westen und besteht aus dem Südwest- und dem Nordost- bzw. Hauptgipfel. Der Südostgrat der Rosenspitze fällt über die Rosenlenke ins Dabertal ab. Der Nordostgrat der Rosenspitze verläuft über die Rasbachklarscharte zum Großschober und zweigt danach nach Nordosten zum Rasenegg und zum Kleinschober ab. Der Südostgrat der Rosenspitze stellt einen äußerst brüchigen Verbindungsgrat zur Reichenberger Spitze dar und fällt in der Folge über den Weißen Klapf ins Großbachtal ab. Von der Reichenberger Spitze selbst verläuft der Südgrat über die Bachlenkenscharte zu den beiden Gipfeln der Grauen Wand, bevor er nach Osten zum Bachlenkopf abzweigt.
Als alpinistische Stützpunkte sind für die Rosenspitzegruppe vor allem die Neue Reichenberger Hütte und die Clarahütte relevant. 

## Gipfel
| - Bachlenkenkopf (2759 m ü. A.) - Graue Wand (2816 m ü. A.) - Großschober (3054 m ü. A.) - Kleinschober (2806 m ü. A.) | - Rasenegg (2784 m ü. A.) - Reichenberger Spitze (3030 m ü. A.) - Rosenspitze (3060 m ü. A.) - Weißer Klapf (2658 m ü. A.) |